# Undulus
Undulus is een geslacht van hooiwagens uit de familie Phalangodidae.
De wetenschappelijke naam Undulus is voor het eerst geldig gepubliceerd door Goodnight & Goodnight in 1942. 

## Soorten
Undulus is monotypisch en omvat slechts de volgende soort:
- Undulus formosus